# Софіко Чіаурелі
Софі́ко Миха́йлівна Чіауре́лі (груз. სოფიკო ჭიაურელი; 21 травня 1937, Тбілісі, Грузинська РСР — 2 березня 2008, Грузія) — радянська і грузинська акторка. Народна артистка Грузинської РСР (1976). Народна артистка Вірменської РСР (1979). Зіграла більш ніж у ста фільмах.

## Життєписні відомості
Народилася в сім'ї акторки Веріко Анджапарідзе і кінорежисера Михайла Чіаурелі. Батько був актором, художником, скульптором, грав на багатьох інструментах, мав хист до вивчення мов, народний артист СРСР, знаний режисер. Матір англійська Академія мистецтв визнала однією з десяти найкращих акторок XX століття.
Софіко після закінчення Тбіліської жіночої середньої школи у 1955 році вступила до Всесоюзного державного інституту кінематографії (ВДІКу) (закінчила 1960, майстерня Бориса Бібікова). У 1960—1964 роках і з 1968 роках — акторка академічного театру імені К. Марджанішвілі у Тбілісі, в 1964—1968 роках — академічного театру імені Шота Руставелі.
Двоюрідна сестра кінорежисера Георгія Данелії (Веріко Анджапарідзе — сестра його матері).
- Була одружена з Георгієм Шенгелая і Коте Махарадзе, грузинським телекоментатором і актором (†2002).
- Мала двох братів: Отара Чіаурелі (1915—†1964) і Рамаза Чіаурелі.

Померла після тривалої хвороби на 71-му році життя.

### Фільмова кар'єра
Першою її роботою стала роль у стрічці «Наш двір» (1956) режисера Резо Чхеїдзе. Картину було визнано гідною золотої медалі на Московському міжнародному фестивалі.

### Громадська діяльність
У 1974—1979 роках була депутатом Верховної Ради СРСР, в період незалежності Грузії нагороджена державними нагородами і орденами країни. У 80—90-х роках активно займалася громадською діяльністю. В останні роки Софіко Чіаурелі керувала тбіліським «Театром одного актора», який заснувала в 2000 році разом з Коте Махарадзе.

## Визнання
- 1976 — Народна артистка Грузинської РСР
- 1979 — Народна артистка Вірменської РСР
- 1966 — Лауреат Всесоюзного кінофестивалю в номінації «Премії акторам»
- 1972 — Лауреат Всесоюзного кінофестивалю в номінації «Премії за акторську роботу»
- 1974 — Лауреат Всесоюзного кінофестивалю в номінації «Перші премії за акторську роботу»
- 1980 — Лауреат Державної премії СРСР (за участь у фільмі «Декілька інтерв'ю по особистих питаннях»).
- Почесна громадянка Тбілісі (1997).[3]

## Фільмографія
1. 1957 — Наш двір
2. 1958 — Акварель
3. 1960 — Історія однієї дівчинки
4. 1961 — На берегах Інгурі
5. 1964 — Генерали і маргаритки
6. 1966 — Хевсурська балада Мзекала
7. 1967 — Інші нині часи Тасія
8. 1967 — Хтось спізнюється на автобус (новела у кіноальманаху «Повернення усмішки»)
9. 1968 — Повернення усмішки
10. 1969 — Колір граната
11. 1969 — Не журись! Софіко
12. 1970 — Рубежі
13. 1970 — Чермен
14. 1972 — Тепло твоїх рук Сидонія
15. 1973 — Заклик
16. 1973 — Мелодії Верійського кварталу Вардо
17. 1975 — Переполох
18. 1976 — Хлоп'ята з Бузкової вулиці
19. 1977 — Прийди в долину винограду
20. 1977 — Дерево бажання
21. 1977 — Комедія помилок
22. 1977 — Береги Нано
23. 1978 — Кілька інтерв'ю з особистих питань Тамро
24. 1978 — Аревік Аревік
25. 1979 — Пригоди Алі-Баби і сорока розбійників Заміра, мати Алі-баби
26. 1980 — Ляпас Турванда
27. 1982 — Шукайте жінку Аліса Постік
28. 1984 — Покаяння
29. 1984 — Розповідь досвідченого пілота
30. 1984 — Легенда про Сурамську фортецю
31. 1984 — Канікули Петрова і Васєчкина, звичайні і неймовірні
32. 1985 — «Мільйон у шлюбному кошику» Джулія
33. 1987 — Загін
34. 1988 — Ашик-керіб
35. 1990 — Сповідь мати
36. 1991 — Блукаючі зірки мати Гоцмаха
37. 1992 — Острів Бабуся
38. 1992 — Я обіцяла, я піду
39. 1992 — Політ нічного метелика
40. 1992 — Параджанов: Остання весна
41. 1997 — Зоряна ніч у Камергерському Учасниця сценки
42. 2000 — Ковчег
43. 2002 — Тільки раз
44. 2005 — Серенада місячної долини
45. 2005 — Продається дача
46. 2006 — Маяк